# Джермук (минеральная вода)
Джермук (арм. Ջերմուկ) — минеральная вода Джермукского месторождения, расположенного в окрестностях города Джермук, Армения.
Вода обладает целебными свойствами. В городе Джермук, близ бассейна джермукского водопада, действует здравница, в которой больные проходят лечение приёмами ванн.

## Химический состав
Джермук по своему составу и свойствам принадлежит к гидрокарбонатно-сульфатно-натриево-кремниевым водам. По своим химическим свойствам сходны с минеральными водами Железноводска и Карловых Вар. Левобережные источники № 1 и 4 у ванного здания имеют температуру 54—56°С, а правобережные—64°С (у питьевой галереи)
Химический состав
| Химический состав       | мг/л      |
| ----------------------- | --------- |
| Общая минерализация     | 3200-5000 |
| Кальций (Ca)            | 120-360   |
| Магний (Mg)             | 50-200    |
| Натрий (NA) + Калий (К) | 850-1200  |
| Гидрокарбонаты (HCO3)   | 1400-2000 |
| Сульфат (SO4)           | 550-750   |
| хлорид (Cl)             | 230-320   |
| Мышьяк (As)             | 1         |
| pH                      | 6.95      |

## Показания по лечебному применению
Вода рекомендуется при заболеваниях органов пищеварениях
- хронический гастрит,[14]
- гастродуоденит[15][16]
- язве желудка и 12-перстной кишки,
- энтероколит,
- холецистит и сахарный диабет,[17]
- хронический панкреатит
- эзофагит (в период ремиссии)[18]
- гиперсекреция желудка[19]

хронических заболеваниях печени и желчевыводящих путей
- гепатит
- дискинезии желчных путей,[16][20]

хронических заболеваниях почек и мочевыводящих путей
- пиелонефрит.[21][22]
- мочекаменная болезнь, мочекаменный диатез[23][24][25]

И прочих заболеваний:
железодефицитной анемии,
ожирении, подагре,
Благодаря входящим в состав воды ультрамикроэлементам лития вода может быть использована также в случаях заболеваний высшей нервной системы, восстановлению обмена веществ, повышению иммунной системы, в случаях депрессивного состояния при хроническом алкоголизме.